# Вахромеевское сельское поселение
Муниципальное образование Вахромеевское — сельское поселение в Камешковском районе Владимирской области.
Административный центр — посёлок Имени Горького.

## География
Муниципальное образование Вахромеевское расположено в северной части Камешковского района, граничит с Ивановской областью.

## История
Вахромеевский сельсовет с центром в деревне Вахромеево образован в 1920-годах в составе Тынцовской волости Ковровского уезда. С 1929 года в составе Ковровского района, с 1940 года — в составе Камешковского района, в 1954 году в его состав включены населённые пункты упразднённого Семенигинского сельсовета, в 1959 году — населённые пункты упразднённого Тынцовского сельсовета.
Муниципальное образование Вахромеевское образовано 11 мая 2005 года в соответствии с Законом Владимирской области № 51-ОЗ «О наделении Камешковского района и вновь образованных муниципальных образований, входящих в его состав, соответствующим статусом муниципальных образований и установлении их границ». В его состав вошла территория Вахромеевского сельсовета.

## Население
| 2010  | 2011  | 2012  | 2013  | 2014  | 2015  | 2016  | 2017  | 2018  |
| ----- | ----- | ----- | ----- | ----- | ----- | ----- | ----- | ----- |
| 3761  | ↘3755 | ↗3757 | ↘3717 | ↘3715 | ↘3660 | ↘3626 | ↘3555 | ↘3473 |
| 2019  | 2020  | 2021  |       |       |       |       |       |       |
| ↘3418 | ↘3363 | ↗3405 |       |       |       |       |       |       |

## Состав сельского поселения
| №  | Населённый пункт | Тип населённого пункта          | Население |
| -- | ---------------- | ------------------------------- | --------- |
| 1  | Арефино          | деревня                         | ↘33       |
| 2  | Балмышево        | деревня                         | ↗18       |
| 3  | Вакурино         | деревня                         | ↘22       |
| 4  | Вахромеево       | деревня                         | ↘115      |
| 5  | Епишово          | деревня                         | →0        |
| 6  | Ивановская       | деревня                         | ↗4        |
| 7  | Ивишенье         | деревня                         | ↘22       |
| 8  | Имени Горького   | посёлок, административный центр | ↘2086     |
| 9  | Имени Красина    | посёлок                         | ↘312      |
| 10 | Каменово         | деревня                         | ↗68       |
| 11 | Колосово         | деревня                         | ↘37       |
| 12 | Краснознаменский | посёлок                         | ↘158      |
| 13 | Микшино          | деревня                         | ↘22       |
| 14 | Рябиновка        | деревня                         | ↗67       |
| 15 | Семенигино       | деревня                         | ↗38       |
| 16 | Симаково         | деревня                         | ↘103      |
| 17 | Старая Никола    | погост                          | ↘9        |
| 18 | Тынцы            | село                            | ↗215      |
| 19 | Харламово        | деревня                         | ↘16       |
| 20 | Щекино           | деревня                         | ↘60       |

## Администрация
Глава МО исполняет полномочия председателя Совета народных депутатов МО (представительного органа), избирается из числа депутатов. Всего 10 депутатов. Заседания не реже чем 1 раз в 3 мес., обычно ежемесячно.
Ранее глава МО избирался непосредственно населением и возглавлял администрацию.
Глава администрации Опалева Валентина Сергеевна, муниципальный служащий, назначена решением Совета депутатов по результатам конкурса.